# Angela Burdett-Coutts, 1. Baroness Burdett-Coutts

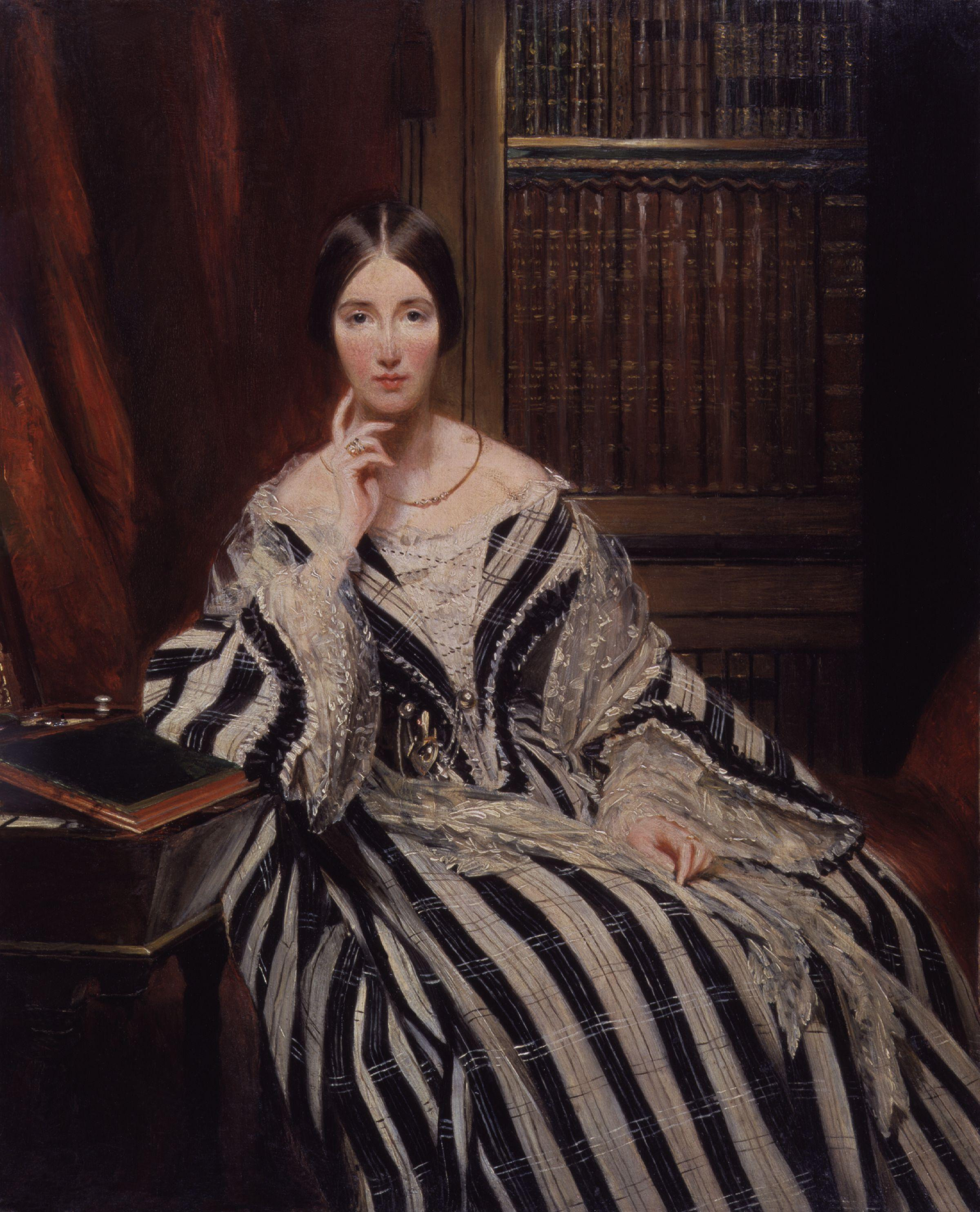
Lady Burdett-Coutts, etwa um 1840

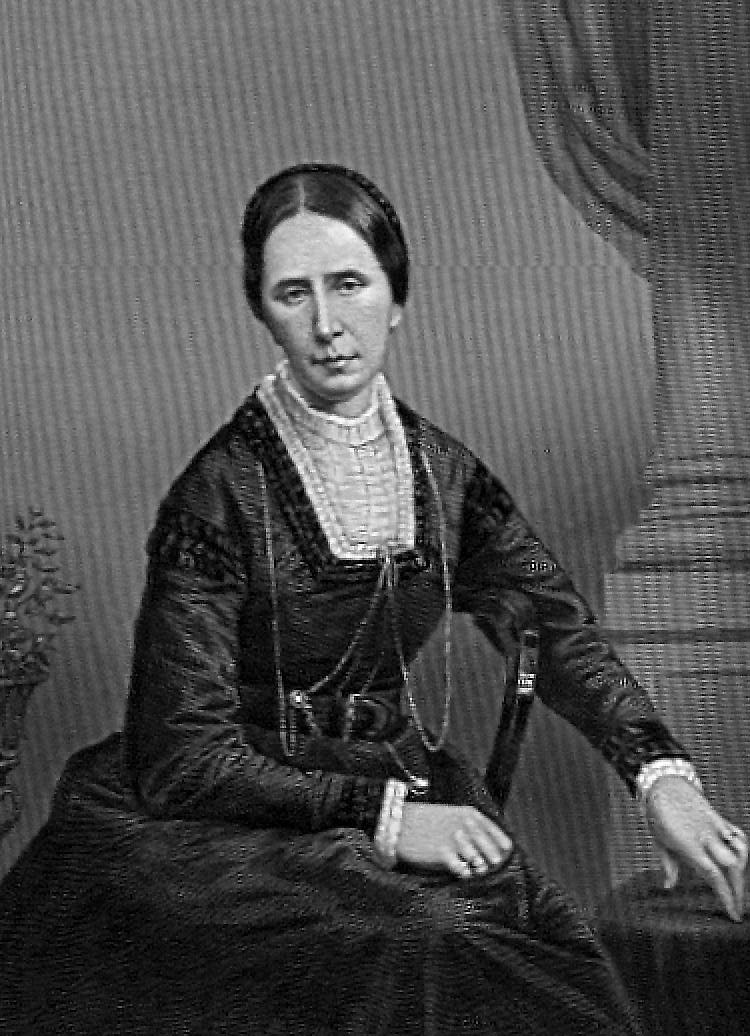
Angela Burdett-Coutts in späteren Lebensalter

Angela Georgina Burdett-Coutts, 1. Baroness Burdett-Coutts (* 21. April 1814; † 30. Dezember 1906), geborene Angela Georgina Burdett, war eine bekannte britische Philanthropin des 19. Jahrhunderts. Als die Enkelin von Thomas Coutts, dem Gründer der berühmten Londoner Bank, war Angela Burdett-Coutts eine der reichsten Frauen im viktorianischen England.

## Leben
Angela Burdett war die Tochter von Sir Francis Burdett, 5. Baronet, und Sophia Coutts, Tochter von Thomas Coutts. 1837 wurde sie durch die von ihrem Großvater ererbten drei Millionen britischen Pfund zu einer der wohlhabendsten Frauen in Großbritannien. Mit Zustimmung des britischen Königshauses änderte sie ihren Nachnamen in Burdett-Coutts ab.
Angela Coutts erregte wegen ihres Reichtums große öffentliche Aufmerksamkeit, war für die zahlreichen Empfänge und Abendveranstaltungen auf ihrem Landsitz am Rand von London bekannt und erhielt eine große Zahl an Heiratsangeboten. Zu ihrem Freundeskreis zählten Charles Dickens und Arthur Wellesley, 1. Duke of Wellington. Dickens widmete ihr unter anderem seinen Roman Martin Chuzzlewit. Sie schockierte die Öffentlichkeit, als sie im Alter von 67 Jahren ihren 29-jährigen Sekretär, den US-Amerikaner William Lehman Ashmead Bartlett, heiratete. Ihr neuer Ehemann änderte seinen Nachnamen in Burdett-Coutts ab.
In Ansehung ihrer Verdienste erhob Königin Victoria 1871 sie zur Baroness Burdett-Coutts, of Highgate and Brookfield in the County of Middlesex. Im folgenden Jahr erhielt sie als erste Frau die Freedom of the City der Stadt London verliehen.
Burdett-Coutts starb im Alter von 92 Jahren und wurde in der Westminster Abbey begraben. Die Baronie erlosch mit ihrem Tode, da sie keine Söhne hatte.

## Philanthropie
Angela Burdett-Coutts spendete einen großen Teil ihres Reichtums für Stipendien, Stiftungen und wohltätige Zwecke. Eine ihrer ersten Handlungen war 1847 die Einrichtung von Urania Cottage in Shepherds Bush, Middlesex, eines Wohnhauses für junge,  obdachlose Frauen, die zuvor von Prostitution und Kleinkriminalität lebten. Hierbei wurde sie von Charles Dickens unterstützt. Burdett-Coutts vermied es nach Möglichkeit, zur Tagespolitik Stellung zu nehmen. Sie nahm aber großen Anteil an Maßnahmen, die die Lebensbedingungen von Menschen weltweit verbessern sollte. Obwohl sie sich bemühte, keine christliche Glaubensrichtung zu bevorzugen, zählt Burdett-Coutts zu den nennenswerten Stiftern von kirchlichen Einrichtungen der Church of England.
1845 und 1846 förderte sie angesichts der Hungerkatastrophe die Fischerei in Irland, aber auch die Auswandernden in die USA. Sie spendete 1847 auch Mittel für die Bistümer von Kapstadt und Adelaide und stellte Mittel für die Gründung des Bistums von British Columbia zur Verfügung. Zu ihren Stiftungen zählen außerdem verschiedene Schulen. Sie förderte auch die Sozialfürsorge und zählt zu den Unterstützern von Louisa Twining sowie der Reformbemühungen Florence Nightingales. Angela Burdett-Coutts zählte zu den ersten Unterstützern während Nightingales Einsatz auf der Krim und ließ ihr 1855 unter anderem von Großbritannien aus Trockenschränke zusenden, damit Nightingale im Militärkrankenhaus in Scutari (Selimiye-Kaserne) eine funktionierende Wäscherei organisieren konnte. 1893 überredete sie Nightingale, für die Weltausstellung in Chicago einen Artikel über Krankenpflege zu schreiben.
Sie war eine der ersten, die Wohnraum für Arbeiter in den ärmeren Stadtteilen bauen ließ: auf dem Gelände des Nova Scotia Gardens in Bethnal Green, einem Gebiet, das bekannt war für Kriminalität und Krankheiten (Slum). Sie errichtete 1872 vier Blöcke mit Miethäusern, die Unterkunft für mehr als 1000 Personen boten, die später in Columbia Square  umbenannt wurden. Sie ließ auch für 7.000 £ einen Trinkwasserbrunnen im Victoria Park errichten. Um 1860 gründete sie eine Nähschule für erwachsene Frauen in Browns Lane, Spitalfields, ebenfalls in London. 
Die Spannbreite der von ihr mit größeren Summen unterstützten Organisationen reichte von der Royal Society for the Prevention of Cruelty to Animals (Tierschutz) über British Horological Institute (Berufs- und Berufsausbildungsverband) bis zu verschiedenen Suppenküchen.
Sie sammelte außerdem Kunst und zu den zeitgenössischen Gemälden, die sie erwarb, gehört unter anderem Robert Scott Lauders Christ Walking on the Sea.

## Einzelbelege
1. ↑  Antonius Lux (Hrsg.): Große Frauen der Weltgeschichte. Tausend Biographien in Wort und Bild. Sebastian Lux Verlag, München 1963, S. 88.
2. ↑  Mark Bostridge: Florence Nightingale. Penguin Books, London 2009, ISBN 978-0-14-026392-3, S. 514

| Personendaten    | Personendaten                                      |
| ---------------- | -------------------------------------------------- |
| NAME             | Burdett-Coutts, Angela, 1. Baroness Burdett-Coutts |
| ALTERNATIVNAMEN  | Burdett-Coutts, Angela; Burdett, Angela Georgina   |
| KURZBESCHREIBUNG | britische Adlige und Phlantropin                   |
| GEBURTSDATUM     | 21. April 1814                                     |
| GEBURTSORT       | London, Piccadilly                                 |
| STERBEDATUM      | 30. Dezember 1906                                  |
| STERBEORT        | London                                             |